# ジョセフ・ホイットニー
ジョセフ・ホイットニー（Joseph Whitney、1928年 – 2016年）は、政治地理学、環境地理学を専門とした地理学者。ホイットニーは、トロント大学の地理学教授であり、中国の文化と政治を研究していた。

## 生い立ち
ジョセフ・ビーヴァン・ロバートソン・ホイットニー (Joseph Bevan Robertson Whitney) は、イギリスのロンドンに生まれた。1950年に地理学の学位を得てケンブリッジ大学を卒業した。

## 経歴
ホイットニーは、香港のセント・マークス・スクールで、12年間、地理の教師として勤めた。
次いで、シカゴ大学で研究に従事し、1969年にPh.D.を取得した。その後、ホイットニーは、トロント大学の地理学部の教員となった。1988年から1993年にかけて学部長を務めた後、引退して、名誉教授となった。彼は、中国の政治地理学、経済地理学、環境地理学について著作を残した。

## おもな著書
- Megaproject: Case Study of China's Three Gorges Project: Case Study of China's Three Gorges Project, with Shiu-hung Luk. Routledge, Sep 16, 2016. Editors.
- China: Area, Administration and Nation Building. University of Chicago, Dept. of Geography, 1970.
- Environmental impact assessment : the Canadian experience. with Virginia White. Toronto, Canada : Institute for Environmental Studies, University of Toronto, 1985.
- Sustainable cities : urbanization and the environment in international perspective , with Richard E Stren; Rodney R White.  Boulder, Colo. : Westview Press, 1992.
- Urban energy, food, and water use in arid regions and their impact on hinterlands : a conceptual framework ,  Khartoum, Sudan : Institute of Environmental Studies, University of Khartoum, 1981.

## 私生活
ホイットニーは、ダイアナ・バクスター (Diana Baxter) と結婚していた。